# 지인진
지인진(池仁珍, 1973년 7월 18일 ~ )은 대한민국의 프로 권투 선수이다.

## 생애
1991년에 프로 선수로 데뷔한 지인진은 1994년 밴텀급 한국 챔피언, 1995년 동양 챔피언에 올랐다. 이후 2004년 세계복싱평의회(WBC) 페더급 챔피언을 획득했다. 2007년 1월 도쿄에서 열린 3차 방어전에서 도전자 고시모토 다카시에게 판정으로 져 타이틀을 잃었고, 한국 남자 프로 복싱은 무관으로 전락했다. 그러나 11개월 후인 12월 17일 서울 충무아트홀에서 열린 도전전에서 멕시코의 로돌프 로페스를 심판 전원 일치 판정으로 꺾고 챔피언 벨트를 되찾았다. 2007년 7월 타이틀을 자진 반납하고 K-1으로 전향했으며 2008년 2월 24일 K-1 아시아 맥스 서울대회에서 가지와라 류지를 꺾고 승리를 거두었다. 프로복싱 통산전적은 31승(18 KO) 1무3패.

## 같이 보기
- 한국의 권투 선수 목록